# 陈昌洁
陈昌洁（1933年—），男，汉族，四川重庆人，中华人民共和国政治人物。曾任中国林学会理事。第八、九、十届全国政协委员。